# Volta Ciclista a Catalunya 2023
La Volta Ciclista a Catalunya 2023, centoduesima edizione della corsa e valida come nona prova dell'UCI World Tour 2023 categoria 2.UWT, si svolse in sette tappe dal 20 al 26 marzo 2023 su un percorso di 1 194 km, con partenza da Sant Feliu de Guíxols e arrivo a Barcellona, in Spagna. La vittoria fu appannaggio dello sloveno Primož Roglič, il quale completò il percorso in 28h19'10", alla media di 45,418 km/h, precedendo il belga Remco Evenepoel ed il portoghese João Almeida.

## Tappe
| Tappa  | Data     | Percorso                                      | km    | Vincitore di tappa | Leader cl. generale |
| ------ | -------- | --------------------------------------------- | ----- | ------------------ | ------------------- |
| 1ª     | 20 marzo | Sant Feliu de Guíxols > Sant Feliu de Guíxols | 164,5 | Primož Roglič      | Primož Roglič       |
| 2ª     | 21 marzo | Mataró > Vallter                              | 165,5 | Giulio Ciccone     | Primož Roglič       |
| 3ª     | 22 marzo | Olost > La Molina                             | 180,5 | Remco Evenepoel    | Primož Roglič       |
| 4ª     | 23 marzo | Llívia > Sabadell                             | 188   | Kaden Groves       | Primož Roglič       |
| 5ª     | 24 marzo | Tortosa > Lo Port                             | 176,5 | Primož Roglič      | Primož Roglič       |
| 6ª     | 25 marzo | Martorell > Molins de Rei                     | 183   | Kaden Groves       | Primož Roglič       |
| 7ª     | 26 marzo | Barcellona > Barcellona                       | 136   | Remco Evenepoel    | Primož Roglič       |
| Totale | Totale   | Totale                                        | 1194  |                    |                     |

## Squadre e corridori partecipanti
| N.      | Cod. | Squadra                  |
| ------- | ---- | ------------------------ |
| 1-7     | BOH  | Bora-Hansgrohe           |
| 11-17   | TJV  | Jumbo-Visma              |
| 21-27   | UAD  | UAE Team Emirates        |
| 31-37   | IGD  | Ineos Grenadiers         |
| 41-47   | ICW  | Intermarché-Circus-Wanty |
| 51-56   | SOQ  | Soudal Quick-Step        |
| 61-67   | GFC  | Groupama-FDJ             |
| 71-77   | TBV  | Bahrain Victorious       |
| 81-87   | ADC  | Alpecin-Deceuninck       |
| 91-97   | COF  | Cofidis                  |
| 101-107 | MOV  | Movistar Team            |
| 111-117 | TFS  | Trek-Segafredo           |
| 121-127 | ARK  | Team Arkéa-Samsic        |

| N.      | Cod. | Squadra                |
| ------- | ---- | ---------------------- |
| 131-137 | ACT  | AG2R Citroën Team      |
| 141-147 | JAY  | Team Jayco AlUla       |
| 151-157 | EFE  | EF Education-EasyPost  |
| 161-167 | DSM  | Team DSM               |
| 171-177 | APT  | Astana Qazaqstan Team  |
| 181-187 | LTD  | Lotto Dstny            |
| 191-197 | IPT  | Israel-Premier Tech    |
| 201-207 | UXT  | Uno-X Pro Cycling Team |
| 211-217 | CJR  | Caja Rural-Seguros RGA |
| 221-227 | EKP  | Equipo Kern Pharma     |
| 231-237 | BBH  | Burgos-BH              |
| 241-247 | EUS  | Euskaltel-Euskadi      |

## Dettagli delle tappe

### 1ª tappa
- 20 marzo: Sant Feliu de Guíxols > Sant Feliu de Guíxols – 164,5 km

Risultati
| Pos. | Corridore       | Squadra | Tempo    |
| ---- | --------------- | ------- | -------- |
| 1    | Primož Roglič   | Jumbo   | 3h48'17" |
| 2    | Remco Evenepoel | Soudal  | s.t.     |
| 3    | Ide Schelling   | Bora    | s.t.     |

| Pos. | Corridore       | Squadra | Tempo    |
| ---- | --------------- | ------- | -------- |
| 1    | Primož Roglič   | Jumbo   | 3h48'07" |
| 2    | Remco Evenepoel | Soudal  | a 4"     |
| 3    | Ide Schelling   | Bora    | a 6"     |

### 2ª tappa
- 21 marzo: Mataró > Vallter – 165,5 km

Risultati
| Pos. | Corridore       | Squadra | Tempo    |
| ---- | --------------- | ------- | -------- |
| 1    | Giulio Ciccone  | Trek    | 4h13'37" |
| 2    | Primož Roglič   | Jumbo   | s.t.     |
| 3    | Remco Evenepoel | Soudal  | s.t.     |

| Pos. | Corridore       | Squadra | Tempo    |
| ---- | --------------- | ------- | -------- |
| 1    | Primož Roglič   | Jumbo   | 8h01'38" |
| 2    | Remco Evenepoel | Soudal  | a 6"     |
| 3    | Giulio Ciccone  | Trek    | s.t.     |

### 3ª tappa
- 22 marzo: Olost > La Molina – 180,5 km

Risultati
| Pos. | Corridore       | Squadra | Tempo    |
| ---- | --------------- | ------- | -------- |
| 1    | Remco Evenepoel | Soudal  | 4h40'43" |
| 2    | Primož Roglič   | Jumbo   | a 2"     |
| 3    | Giulio Ciccone  | Trek    | a 13"    |

| Pos. | Corridore       | Squadra | Tempo     |
| ---- | --------------- | ------- | --------- |
| 1    | Primož Roglič   | Jumbo   | 12h42'17" |
| 2    | Remco Evenepoel | Soudal  | s.t.      |
| 3    | Giulio Ciccone  | Trek    | a 19"     |

### 4ª tappa
- 23 marzo: Llívia > Sabadell – 188 km

Risultati
| Pos. | Corridore     | Squadra | Tempo    |
| ---- | ------------- | ------- | -------- |
| 1    | Kaden Groves  | Alpecin | 4h19'37" |
| 2    | Bryan Coquard | Cofidis | s.t.     |
| 3    | Corbin Strong | Israel  | s.t.     |

| Pos. | Corridore       | Squadra | Tempo     |
| ---- | --------------- | ------- | --------- |
| 1    | Primož Roglič   | Jumbo   | 17h01'54" |
| 2    | Remco Evenepoel | Soudal  | s.t.      |
| 3    | Giulio Ciccone  | Trek    | a 19"     |

### 5ª tappa
- 24 marzo: Tortosa > Lo Port – 176,5 km

Risultati
| Pos. | Corridore       | Squadra | Tempo    |
| ---- | --------------- | ------- | -------- |
| 1    | Primož Roglič   | Jumbo   | 4h27'41" |
| 2    | Remco Evenepoel | Soudal  | a 6"     |
| 3    | João Almeida    | UAE     | a 12"    |

| Pos. | Corridore       | Squadra | Tempo     |
| ---- | --------------- | ------- | --------- |
| 1    | Primož Roglič   | Jumbo   | 21h29'25" |
| 2    | Remco Evenepoel | Soudal  | a 10"     |
| 3    | João Almeida    | UAE     | a 1'02"   |

### 6ª tappa
- 25 marzo: Martorell > Molins de Rei – 183 km

Risultati
| Pos. | Corridore     | Squadra | Tempo    |
| ---- | ------------- | ------- | -------- |
| 1    | Kaden Groves  | Alpecin | 3h50'32" |
| 2    | Bryan Coquard | Cofidis | s.t.     |
| 3    | Ide Schelling | Bora    | s.t.     |

| Pos. | Corridore       | Squadra | Tempo     |
| ---- | --------------- | ------- | --------- |
| 1    | Primož Roglič   | Jumbo   | 25h19'52" |
| 2    | Remco Evenepoel | Soudal  | a 10"     |
| 3    | João Almeida    | UAE     | a 1'07"   |

### 7ª tappa
- 26 marzo: Barcellona > Barcellona – 136 km

Risultati
| Pos. | Corridore       | Squadra | Tempo    |
| ---- | --------------- | ------- | -------- |
| 1    | Remco Evenepoel | Soudal  | 2h59'24" |
| 2    | Primož Roglič   | Jumbo   | s.t.     |
| 3    | Marc Soler      | UAE     | a 53"    |

| Pos. | Corridore       | Squadra | Tempo     |
| ---- | --------------- | ------- | --------- |
| 1    | Primož Roglič   | Jumbo   | 28h19'10" |
| 2    | Remco Evenepoel | Soudal  | a 6"      |
| 3    | João Almeida    | UAE     | a 2'11"   |

## Evoluzione delle classifiche
| Tappa              | Vincitore          | Classifica generale Maglia bianco-verde | Classifica a punti Maglia bianco-blu | Classifica scalatori Maglia bianco-rossa | Classifica giovani Maglia bianco-arancione | Classifica a squadre Numero giallo |
| ------------------ | ------------------ | --------------------------------------- | ------------------------------------ | ---------------------------------------- | ------------------------------------------ | ---------------------------------- |
| 1ª                 | Primož Roglič      | Primož Roglič                           | Primož Roglič                        | Jetse Bol                                | Remco Evenepoel                            | Bora-Hansgrohe                     |
| 2ª                 | Giulio Ciccone     | Primož Roglič                           | Primož Roglič                        | Giulio Ciccone                           | Remco Evenepoel                            | UAE Team Emirates                  |
| 3ª                 | Remco Evenepoel    | Primož Roglič                           | Primož Roglič                        | Simone Petilli                           | Remco Evenepoel                            | UAE Team Emirates                  |
| 4ª                 | Kaden Groves       | Primož Roglič                           | Primož Roglič                        | Guillaume Martin                         | Remco Evenepoel                            | UAE Team Emirates                  |
| 5ª                 | Primož Roglič      | Primož Roglič                           | Primož Roglič                        | Primož Roglič                            | Remco Evenepoel                            | UAE Team Emirates                  |
| 6ª                 | Kaden Groves       | Primož Roglič                           | Primož Roglič                        | Primož Roglič                            | Remco Evenepoel                            | UAE Team Emirates                  |
| 7ª                 | Remco Evenepoel    | Primož Roglič                           | Primož Roglič                        | Remco Evenepoel                          | Remco Evenepoel                            | UAE Team Emirates                  |
| Classifiche finali | Classifiche finali | Primož Roglič                           | Primož Roglič                        | Remco Evenepoel                          | Remco Evenepoel                            | UAE Team Emirates                  |

Maglie indossate da altri ciclisti in caso di due o più maglie vinte
- Nella 2ª tappa Rune Herregodts ha indossato la maglia bianco-blu al posto di Primož Roglič.
- Nella 3ª tappa Simone Petilli ha indossato la maglia bianco-blu al posto di Primož Roglič.
- Dalla 4ª alla 6ª tappa Giulio Ciccone ha indossato la maglia bianco-blu al posto di Primož Roglič.
- Nella 6ª e 7ª tappa Guillaume Martin ha indossato la maglia bianco-rossa al posto di Primož Roglič.
- Nella 7ª tappa Kaden Groves ha indossato la maglia bianco-blu al posto di Primož Roglič.

## Classifiche finali

### Classifica generale - Maglia bianco-verde
| Pos. | Corridore       | Squadra | Tempo     |
| ---- | --------------- | ------- | --------- |
| 1    | Primož Roglič   | Jumbo   | 28h19'10" |
| 2    | Remco Evenepoel | Soudal  | a 6"      |
| 3    | João Almeida    | UAE     | a 2'11"   |
| 4    | Marc Soler      | UAE     | a 2'49"   |
| 5    | Mikel Landa     | Bahrain | a 2'59"   |
| 6    | Michael Woods   | Israel  | a 3'03"   |
| 7    | Giulio Ciccone  | Trek    | a 3'06"   |
| 8    | Jai Hindley     | Bora    | a 3'11"   |
| 9    | C. Uijdebroeks  | Bora    | a 3'32"   |
| 10   | Rigoberto Urán  | EF      | a 3'53"   |

### Classifica a punti - Maglia bianco-blu
| Pos. | Corridore       | Squadra | Punti |
| ---- | --------------- | ------- | ----- |
| 1    | Primož Roglič   | Jumbo   | 43    |
| 2    | Remco Evenepoel | Soudal  | 41    |
| 3    | Kaden Groves    | Alpecin | 20    |
| 4    | Giulio Ciccone  | Trek    | 14    |
| 5    | Bryan Coquard   | Cofidis | 12    |

### Classifica scalatori - Maglia bianco-rossa
| Pos. | Corridore        | Squadra     | Punti |
| ---- | ---------------- | ----------- | ----- |
| 1    | Remco Evenepoel  | Soudal      | 69    |
| 2    | Primož Roglič    | Jumbo       | 68    |
| 3    | Guillaume Martin | Cofidis     | 61    |
| 4    | Simone Petilli   | Intermarché | 37    |
| 5    | Giulio Ciccone   | Trek        | 32    |

### Classifica giovani - Maglia bianco-arancione
| Pos. | Corridore           | Squadra  | Tempo     |
| ---- | ------------------- | -------- | --------- |
| 1    | Remco Evenepoel     | Soudal   | 28h19'16" |
| 2    | C. Uijtdebroeks     | Bora     | a 3'26"   |
| 3    | Lenny Martinez      | Groupama | a 4'19"   |
| 4    | Lennert Van Eetvelt | Lotto    | a 6'21"   |
| 5    | Oscar Onley         | DSM      | a 25'45"  |

### Classifica a squadre
| Pos. | Squadra               | Tempo     |
| ---- | --------------------- | --------- |
| 1    | UAE Team Emirates     | 85h08'48" |
| 2    | EF Education-EasyPost | a 8'54"   |
| 3    | Bora-Hansgrohe        | a 9'45"   |
| 4    | Movistar Team         | a 13'35"  |
| 5    | Bahrain Victorious    | a 15'59"  |